# Feitoria Inglesa
A Feitoria Inglesa é um edifício localizado na zona histórica do Porto, em Portugal.
Este edifício é um excelente testemunho da Aliança Luso-Britânica e do peso da comunidade britânica na cidade, grandemente empenhada no comércio do Vinho do Porto.

## História
Nos séculos XVI a XVIII, as feitorias serviram para defender os interesses dos comerciantes estrangeiros residentes em vários países do mundo.
Em Portugal, a mais antiga feitoria inglesa data do século XVI e localizava-se em Viana do Castelo.
No Porto, o primeiro regulamento da Factory House of Oporto surgiu em 1727, sendo o atual edifício construído entre 1785 e 1790, de acordo com um projeto do cônsul inglês John Whitehead. A sua construção foi inteiramente financiada pelas contribuições anuais feitas pelos comerciantes britânicos sediados na cidade. A Feitoria Inglesa é a única Factory House que sobreviveu até à atualidade das diversas que existiam em todo o mundo.
Outros símbolos da presença britânica na cidade do Porto são o Oporto Cricket and Lawn Tennis Club, fundado em 1855, e a Oporto British School que, fundada em 1894, é a mais antiga escola de estilo britânico no continente europeu.

## Descrição
Arquitetonicamente, a Feitoria Inglesa é inspirada no estilo palladiano.
A fachada principal apresenta um aspeto classicizante, distribuindo-se em quatro registos. O piso térreo é formado por sete arcos que dão acesso a uma galeria exterior e à entrada do edifício. O andar principal é formado por altas aberturas, com varandas e frontões. A frontaria remata com uma platibanda, decorada por balaústres e festões.
No interior são de salientar a formosa escadaria, com a respetiva claraboia, a sala de baile e a monumental cozinha. Situada no último andar, esta cozinha ainda conserva todo o equipamento original e a baixela primitiva. A Feitoria Inglesa dispõe, ainda, de uma vasta biblioteca e um espólio notável, com mobiliário Chippendale, porcelanas e faianças de qualidade.

## Organização
Em 1811, a Feitoria Inglesa assumiu a atual estrutura, gerida por empresas de vinho do porto com raízes britânicas, adotando a designação oficial de "The British Association".
Atualmente conta com oito empresas associadas e doze membros efetivos que são administradores das empresas associadas. A Feitoria Inglesa promove os grandes vinhos do Porto nomeadamente os vintages e mantém tradições seculares, marcantes para uma associação com mais de duzentos anos de existência.
A Feitoria Inglesa é gerida num esquema de rotação anual, assumindo a gestão das instalações e a execução do plano de atividades. O presidente designa-se Treasurer (tesoureiro) e tem o apoio de um Management Committee (Conselho de Administração) composto por cinco elementos, dos quais se destacam o past Treasurer e o next year's Treasurer. A gestão diária da Feitoria fica a cargo do Manager (gestor) que assegura o seu funcionamento e a execução das várias atividades que ocorrem ao longo do ano.

## Tradições
Das tradições seculares da Feitoria Inglesa salientam-se algumas que fazem parte do seu plano anual de atividades e que são marcantes na vida da Associação:
- Wednesday Lunches: nos quais os membros e os seus convidados juntam-se à mesa para um almoço informal. Os aperitivos começam a ser servidos às 13 horas na Drawing Room, onde normalmente está exposto o jornal The Times do mesmo dia do século anterior.
- Treasurer's Dinner: realiza-se na terceira ou quarta sexta-feira de novembro e para o qual são convidados os membros da Associação. O tesoureiro convida também uma figura que se tenha destacado na sua vida pessoal ou profissional para fazer um discurso na altura em que se apreciam os vintages.
- Christmas Party: realiza-se na noite do último sábado antes do Natal e conta com a presença dos membros da Feitoria e amigos. É comum juntarem-se cerca de duzentas pessoas. A festa só termina no início da manhã do dia seguinte, após ser servido um pequeno-almoço.

Os vintages servidos nos almoços e jantares oficiais da Feitoria são selecionados pelo tesoureiro entre as cerca de quinze mil garrafas guardadas na cave do edifício, com referências que incluem os anos clássicos dos séculos XX e XXI.
No hall de entrada, logo após a galeria exterior, estão colocados retratos com os nomes dos tesoureiros desde 1811. Aí se podem encontrar os nomes das mais influentes famílias de origem britânica ligadas ao setor do vinho do Porto, perpetuados nas atuais marcas de vinho do Porto: Churchill´s, Cockburn, Croft, Delaforce, Fladgate, Forrester, Graham, Guimaraens, Robertson, Roope, Sandeman, Symington, Taylor e Warre.